# هامنت شكسبير

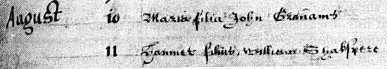
سجل وفاة هامنت

هامنت شكسبير (عُمد في 2 فبراير 1585 - دُفن في 11 أغسطس 1596) هو الابن الوحيد لوليم شكسبير وآن هاثاواي وهو التوأم الحقيقي لابنة شكيبير جوديث شكسبير. توفي وهو في الحادية عشر من العمر. يتكهن بعض الباحثين الشكسبيريين بوجود علاقة ما بين هامنت ومسرحية والده اللاحقة هاملت، بالإضافة إلى صلات محتملة بين موت هامنت وكتابة الملك جون وروميو وجولييت ويوليوس قيصر والليلة الثانية عشرة.

## الحياة
لا يُعرف الكثير عن هامنت. ولد هامنت وشقيقته التوأم جوديث في ستراتفورد أبون آفون وجرى تعميدهما في كنيسة الثالوث المقدس بتاريخ 2 فبراير عام 1585 على يد ريتشارد بارتون من كوفنتري. يُرجح أن تسمية التوأمان تعود لاسم خبّاز شهِد على وصية شكسبير يدعى هامنت سادلر وزوجته جوديث.

## وصلات خارجية
- أطفال شكسبير وأحفاده (بالإنجليزية)